# Haifa (distrikt)
Haifa är ett distrikt i västra Israel med en yta på 864 km² och 858 000 invånare. Distriktshuvudstad är Haifa.